# ایلی‌سو
ایلی‌سو (به ترکی آذربایجانی: İlisu) یک منطقهٔ مسکونی در جمهوری آذربایجان است که در شهرستان قاخ واقع شده‌است. ایلی‌سو ۱٬۳۷۰ نفر جمعیت دارد.

## نگارخانه

ایلی‌سو و پیرامون آن
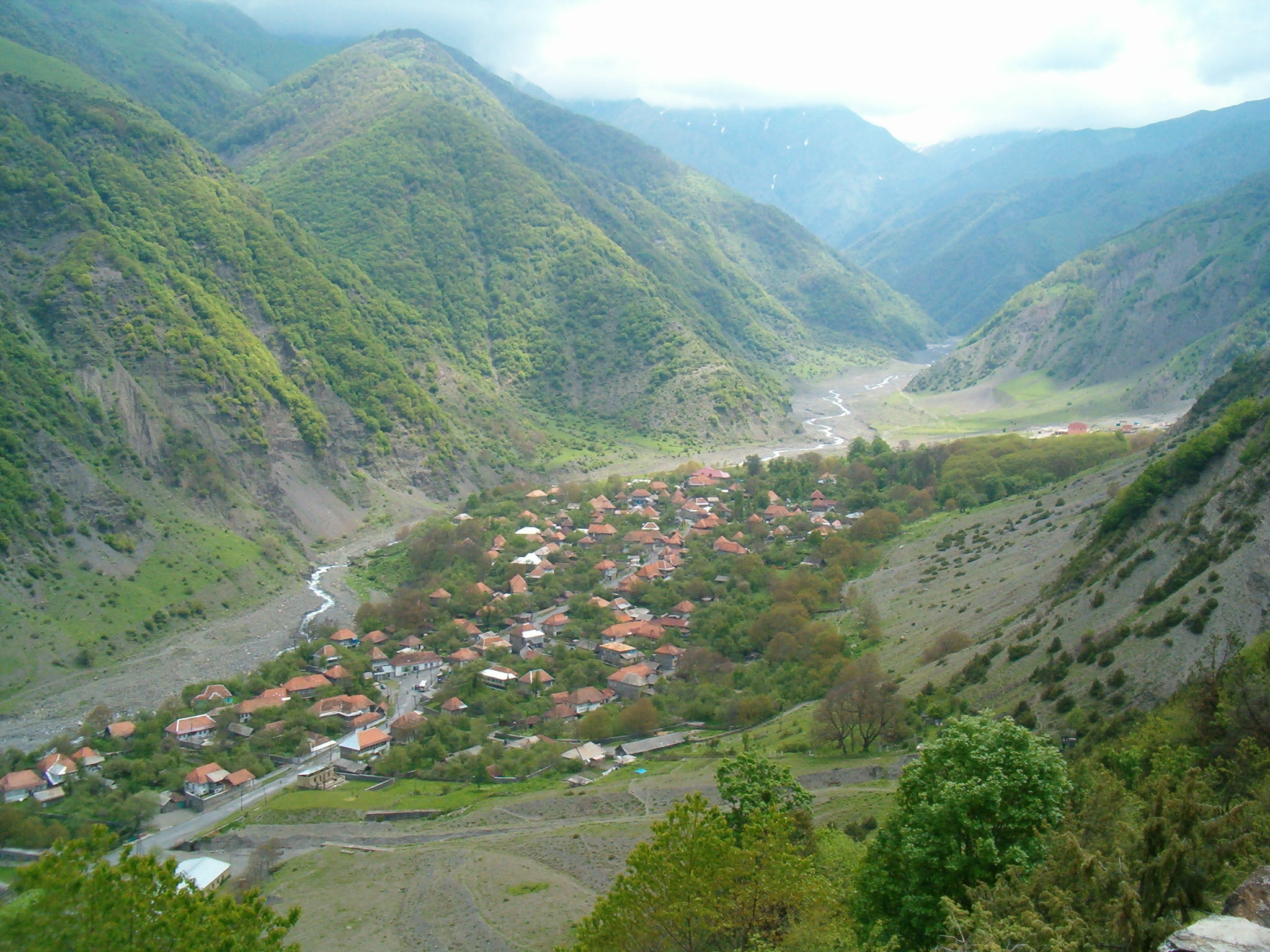
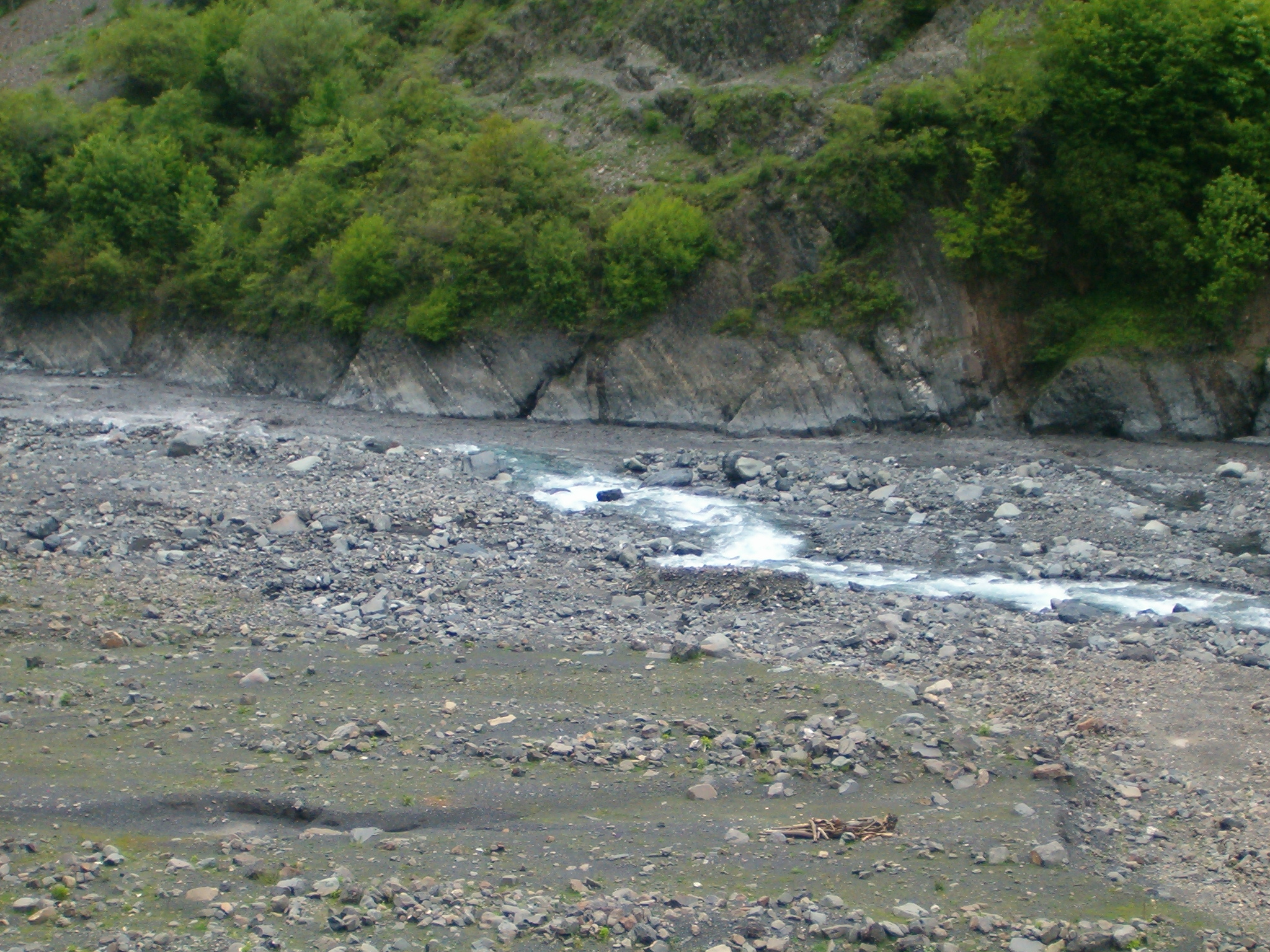
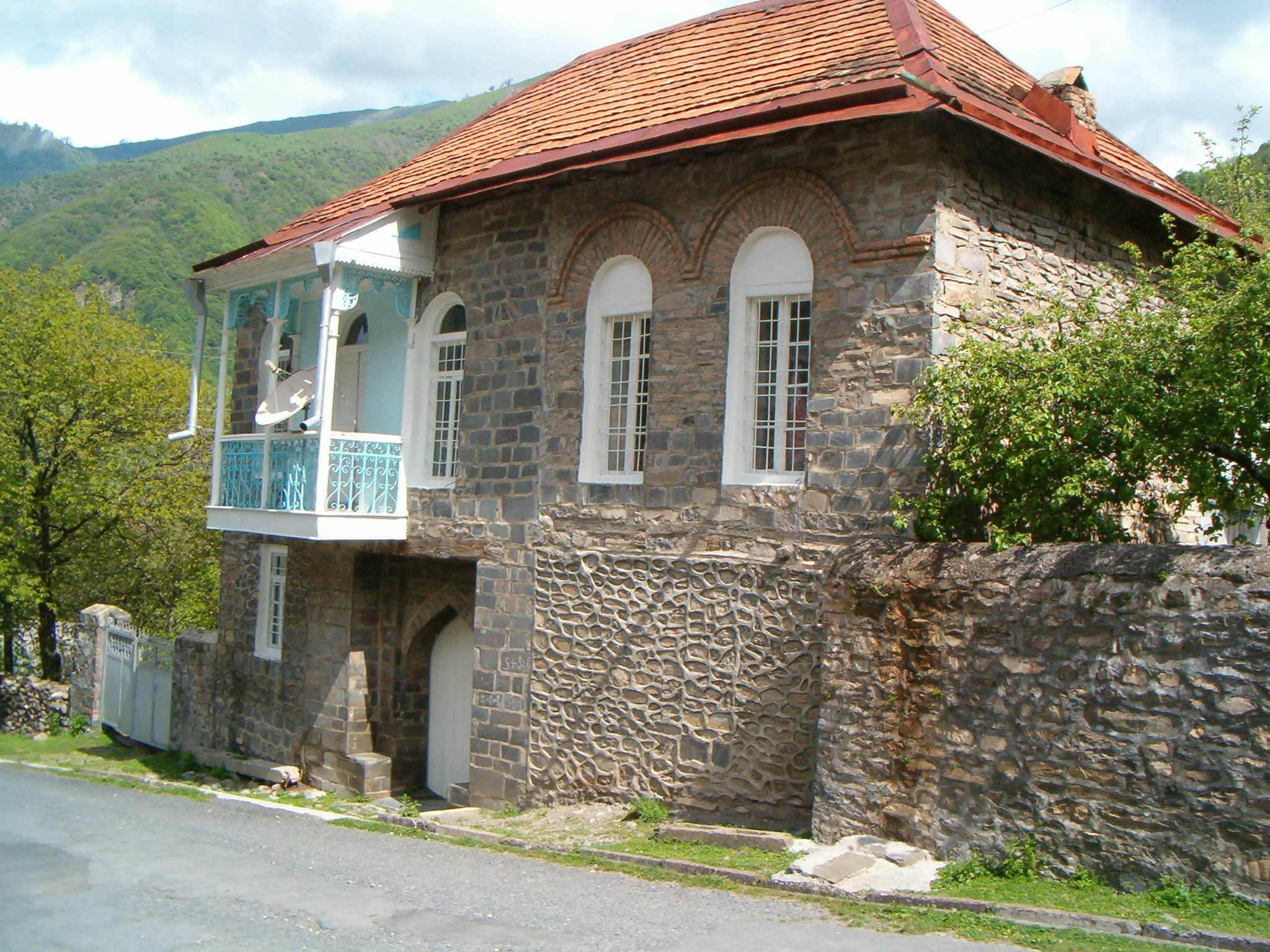
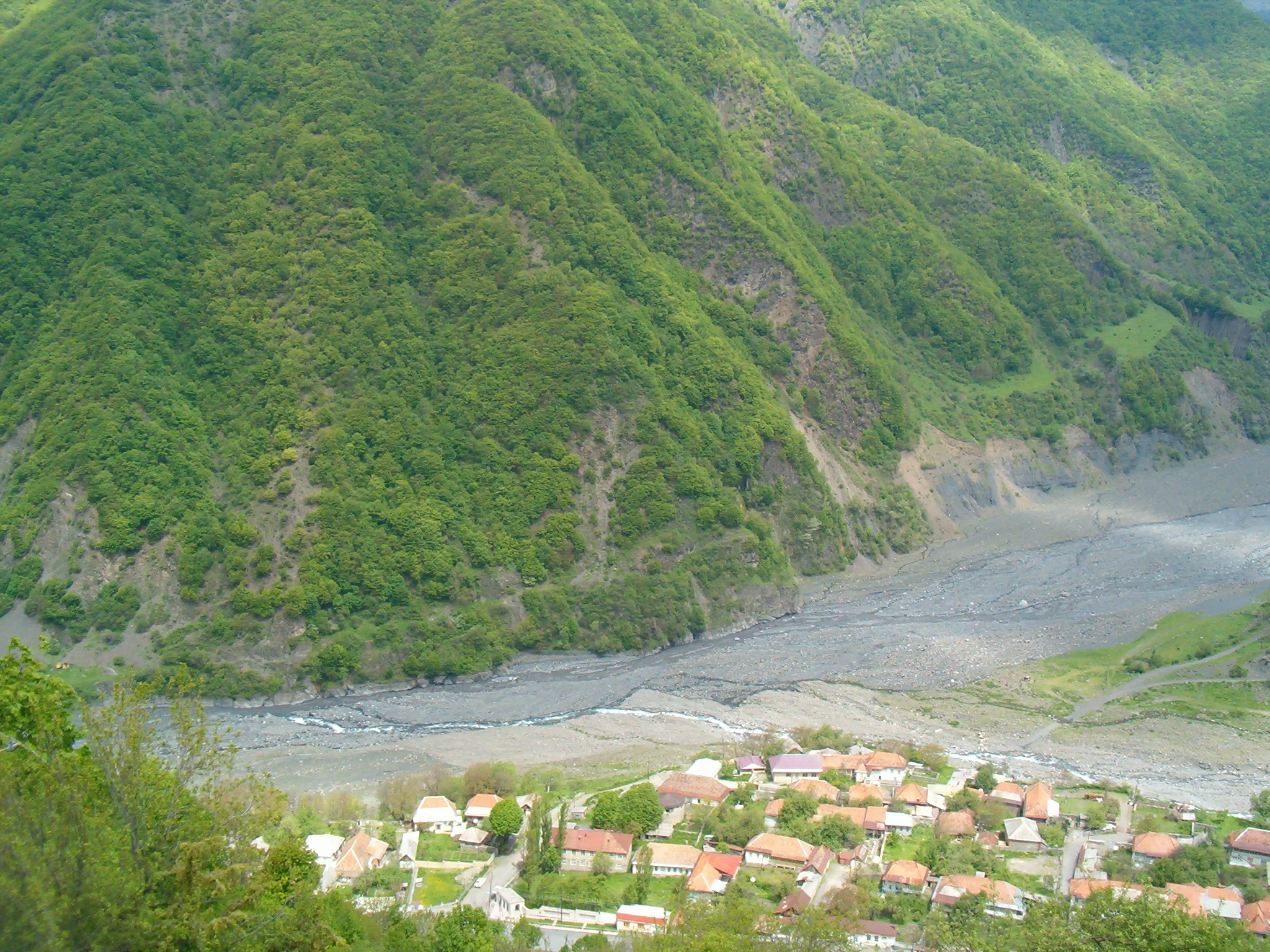
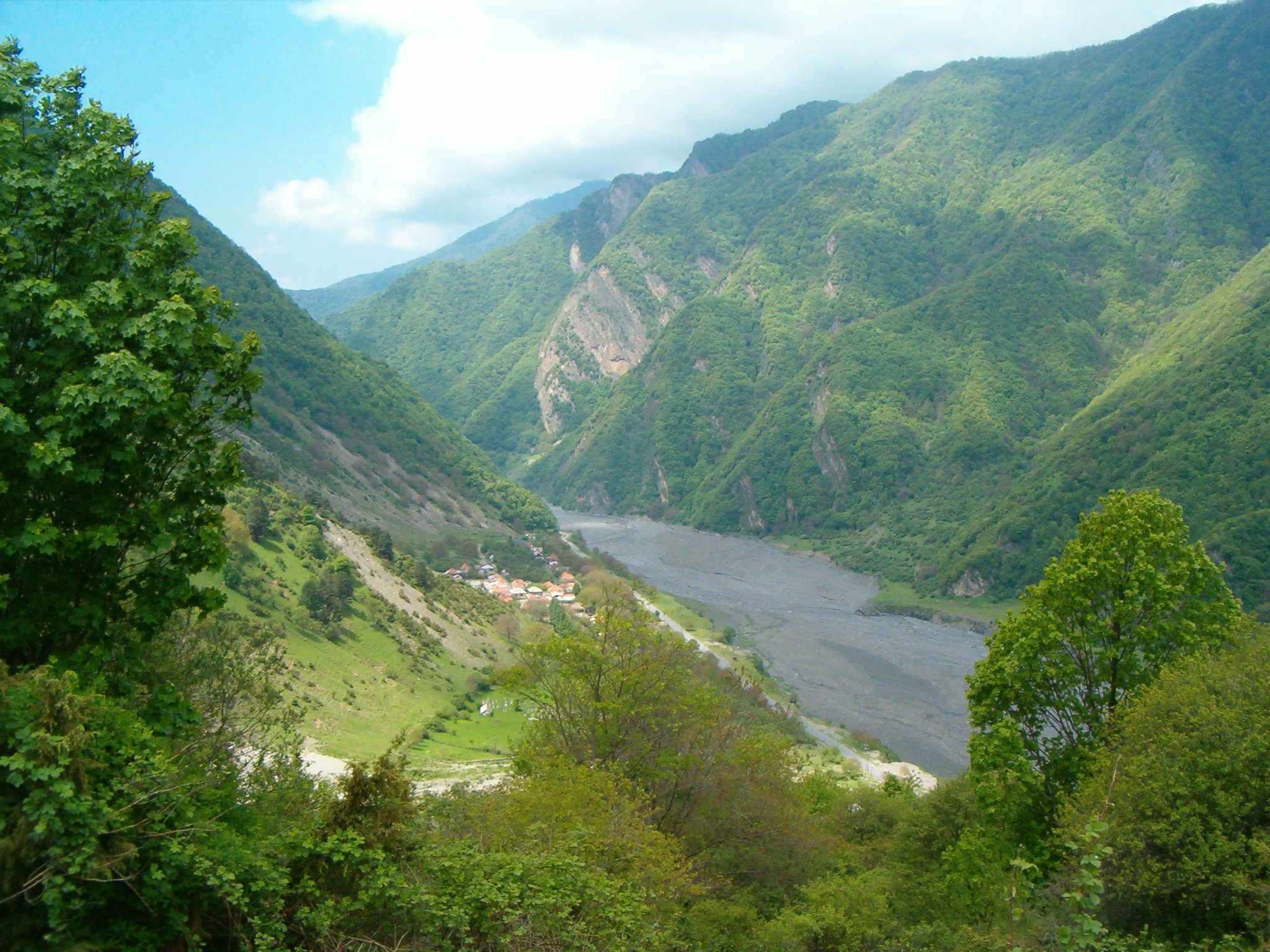
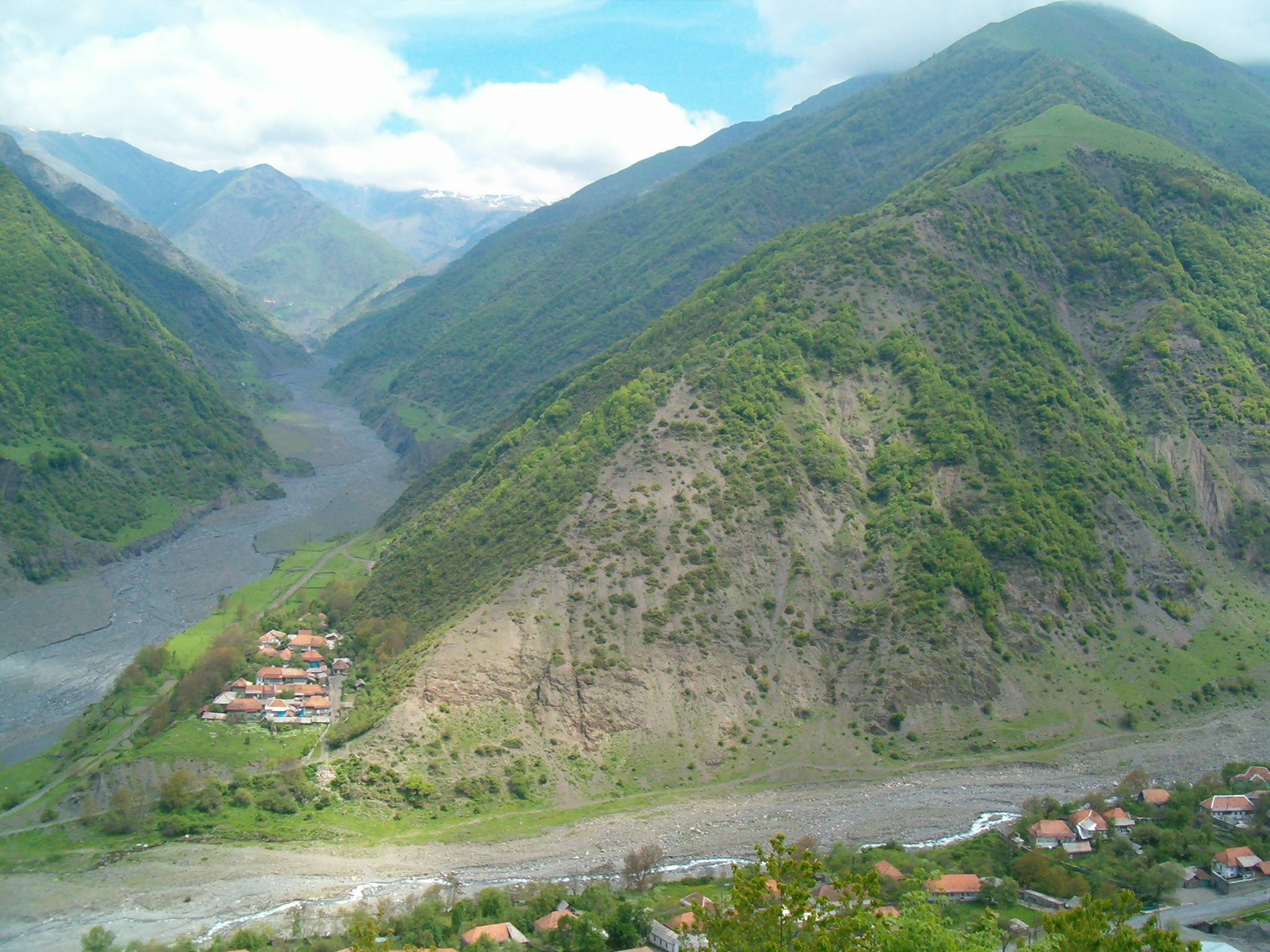
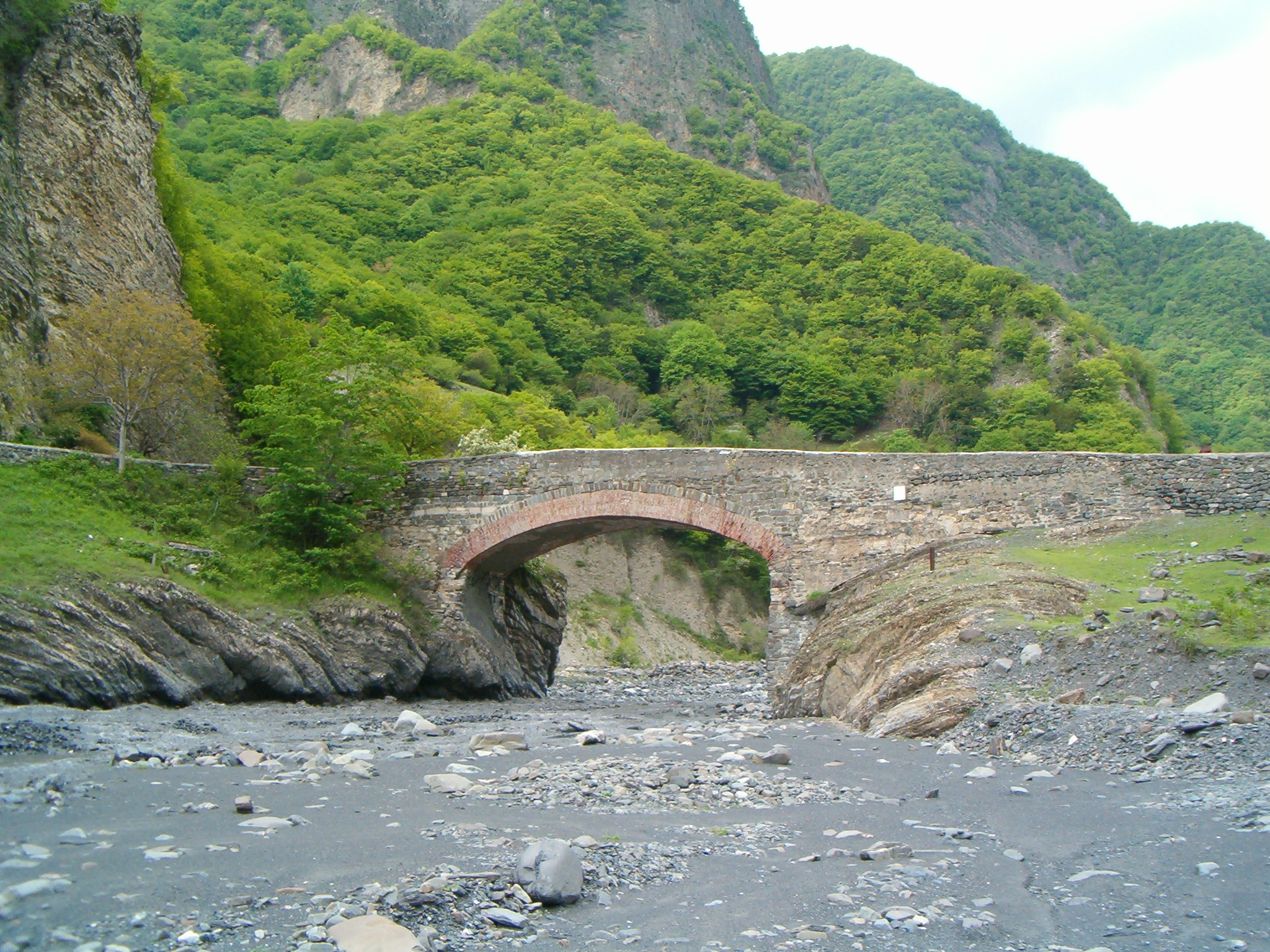